# Холлендер, Тадеуш
Тадеуш Холлендер (пол. Tadeusz Hollender; 30 мая 1910, Лежайск — 31 мая 1943, Варшава) — польский поэт, сатирик и переводчик.

## Биография
Тадеуш Холлендер родился в семье Антона и Иди Холлендеров (девичья фамилия матери — Писарская). Получил начальное образование в Старом Сонче и Тысменице, а среднее — в гимназиях сначала Тлумача, потом Станиславова. В 1929 году записался на юридический факультет Львовского университета, в 1931 году перешел на филологический факультет, где, в частности, курс польской литературы вел профессор Юлиуш Клейнер. Холлендер бросил университет в 1933 году, не окончив обучение.
Творческую деятельность начал ещё в гимназии, с 1929-го начал печататься в изданиях с разными профилями и платформами. Лирические и сатирические стихи, фельетоны публиковал в основном в журналах, которые считались «красными», среди них варшавский сатирический журнал «Шпильки» («Szpilki»), орган Коммунистической партии Польши «Домкрат» («Lewar»), краковский орган Польской социалистической партии «Вперед» («Naprzód») и «Или-или» («Albo-Albo»). Произведения, в которых говорилось об общественных проблемах, помещал в краковском «Иллюстрированном ежедневном курьере» («Ilustrowany Kurier Codzienny») и в столичных «Литературных известиях» («Wiadomości Literackie») и «Иллюстрированном еженедельнике» («Tygodnik Ilustrowany»). Сотрудничал также с львовским социалистическим «Народным вестником» («Dziennik Ludowy»), львовским «Польским вестником» («Dziennik Polski»), столичной правительственной «Польской газетой» («Gazeta Polska»), варшавским протестантским «Евангелистским голосом» («Głos Ewangelicki»), столичным еврейским «Нашим обзором» («Nasz Przegląd») и др. В 1932 году Холлендер был в числе основателей львовской газеты «Вчера-сегодня-завтра» («Wczoraj-dziś-jutro»), а в 1933 стал её главным редактором. Осенью этого же года он стал соучредителем и одним из редакторов львовского общественно-культурного месячника «Сигналы» («Sygnały»). В 1937 году переехал в Варшаву и там возглавил литературный отдел издания «Повсеместный голос» («Głos Powszechny»).
В 1938 году он совершил путешествие по Палестине, Греции, Турции и Румынии, опубликовал ряд статей и заметок в польских журналах.
В 1939 году вернулся во Львов, где его застало начало второй мировой войны и переход Западной Украины под контроль СССР. Здесь Т.Холлендер стал известен свои скандальным отказом подписать декларацию группы польских писателей, «приветствующих» присоединение Львова к УССР.
В августе 1941, после того, как город оккупировали немецкие войска, переехал в Варшаву. Участвовал в столичной подпольной литературной жизни, публиковал свои стихи в нелегальных газетах и антологиях поэзии, распространял нелегальные издания, устраивал различные художественные выставки. Принял участие в «Акции N» — одной из диверсионно-пропагандистских акций среди солдат немецкой армии, сотрудничал с Управлением информации и пропаганды Главного штаба Армии крайовой. В 1943 году Тадеуш Холлендер был арестован гестапо и в мае этого же года расстрелян в руинах варшавского гетто.
В 1943 был арестован гестапо и в мае того же года расстрелян в Варшавской тюрьме Павяк.
Тадеуш Холлендер — автор поэтических сборников «Упущенное время» («Czas, który minął»), «Люди и памятники» («Ludzie і pomniki») и сборников сатиры и юмора «Анекдот и военная шутка» («Anekdota i dowcip wojenny»), «Сатирические стихи и эпиграммы» («Satyry i fraszki»). Эти две последние книги, в которых автор высмеивал немецких оккупантов, вышли посмертно под псевдонимом Тадеуш Вятрачный («Tadeusz Wiatraczny»). Писал также произведения для детей.

## Произведения
- 1936 — Czas, który minął — «Упущенное время» (сборник стихов)
- 1938 — Ludzie i pomniki — «Люди и памятники» (сборник стихов)
- 1943 — Satyry i fraszki — «Сатирические стихи и эпиграммы» (сатирический и юмористический сборник)
- 1943 — Anekdota і dowcip wojenny — «Анекдот и военная шутка» (сатирический и юмористический сборник)

## Ссылка
- TADEUSZ HOLLENDER (недоступная ссылка)
- Jolanta Chwastyk-Kowalczyk: Tadeusz Kowalczyk — enfant terrible de Léopol, Respectus Philologicus, 12(17)/2007, s. 65-76